# ゆうどき 関西発
『ゆうどき 関西発』（ゆうどきかんさいはつ）は、NHK大阪放送局により制作され、2013年4月から2015年3月まで原則として毎週金曜日に放送された生活情報番組である。

## 概要
『ゆうどきネットワーク』→『ゆうどき』自体は、2006年から東京本局制作で放送が開始された番組であったが、近畿圏エリアのみはNHK大阪放送局独自制作の『あほやねん!すきやねん!』を放送した関係でこれまでにネットされなかった。
しかし、2013年のNHK番組改編により、4月1日より近畿圏エリアでも『ゆうどきネットワーク』のネット放送が開始されることとなり、それを受けて金曜日のみ大阪放送局制作・送出により本番組が開始されることとなった。NHK経営委員会（第1185回）は、大阪局の「本部（東京）のバックアップ機能」としての整備が挙げられ、その一環として関西発枠を新設したとする。
なお、本番組は月 - 木曜日の東京制作版同様に祝日、大相撲の本場所と高校野球、並びにオリンピックの開催中は放送を休止する。また国会中継がこの時間帯で続く場合は、その終了後から一部のコーナーを変更・省略した形で短縮放送される場合もある。
本番組では大阪発ということで、関西各地区からの中継放送や生活情報を中心に関西にこだわって全国に発信することをコンセプトにする。
虎をモデルとしたマスコットキャラクターは『ゆうどき とらのすけ』である（声は桂よね吉。東京発の『ゆうどき ニャン太郎』の友達という設定である。デザインは基本的にニャン太郎の色違いで、顔はトラ模様があり髭がなく、水色のマフラーを首に巻くという違いがある）。気象情報後、この日取り上げた物品を交えて飾られたとらのすけ人形がアップで映し出される。その様子について田丸麻紀や比留木剛史が説明したり感想を呟くことがある。
2014年度は、東京発と共に17:10開始から16:55開始に変更となり、タイトルも東京発の『ゆうどき』への変更に合わせて『ゆうどき 関西発』に変更して放送2年目のスタートを切った。
しかし2015年度の改編に際し、平日午後の情報番組枠が『ニュース シブ5時』に集約されることとなったため、2014年度限りで番組が終了することとなった。ただし、「大相撲春場所」と「第87回選抜高等学校野球大会」の日程の関係上、最終回は2015年3月6日となった。だがこれは、『ゆうどき』自体の最終回でもあったため、番組終了時点での東京制作版のメインキャスターだった山本哲也・合原明子の両アナウンサーも大阪入りし、山本が最後に「お開きです!」と叫んで通算9年にわたる番組の歴史に幕を閉じた。
関西発全国放送の情報・報道番組としては、これ以後『NEWS WEB』（月1回程度）に移行。同番組終了後は『クローズアップ現代+』→『ごごナマ・金曜日』と変遷を続けていたが、2021年4月2日にかつて当番組を放送していた金曜17時台に『ニュース きん5時』が始まったため、6年ぶりに関西発全国放送の夕方の情報番組が復活。また、その半年前の2020年9月28日からは平日13時台に『正午のニュース』のローカル枠において全国各地で放送されたニュースをダイジェストで放送する番組『列島ニュース』が開始され、こちらも大阪放送局が制作している。

## 出演者
メインキャスター
- 田丸麻紀[5]（女優）： 2013年4月5日 - 2015年3月6日
2014年7月11日放送分を最後に産休入りし、同年10月3日放送分より復帰した。2015年2月26日には東京発の『ゆうどき』にスタジオゲストとして出演した。
- 比留木剛史（NHK大阪放送局アナウンサー）： 2013年4月5日 - 2015年3月6日[6]

田丸の産休時代行
- 田代杏子（NHK大阪放送局アナウンサー）： 2014年8月1日・8日・29日[7]
- 牛田茉友（NHK京都放送局アナウンサー）： 2014年9月5日・12日

リポーター
- 中嶋梓（NHK大阪放送局契約、「ウイークエンド関西」キャスター）： 2013年4月5日 - 2015年3月6日
- 飯島順子（女優）： グルメリポーターとして不定期出演する。

## 主なコーナー
- 特集
- 週末中継 さきのり（東京から中継を行うこともある）
- 行ってみたい!（関西だけでなく西日本各地も扱う）
- 関西の魅力再発見
- 絶品!まかない飯
- 関西人生劇場
- ゆうどきリフレッシュ（2014年度開始。16時台に放送）

## タイトルロゴ
ゆうどきネットワーク時代
- 2013年4月5日 - 2014年3月28日：明朝体で「ゆうどきネットワーク」と表記し、色の付いた丸に1文字ずつ入れている。下の雲に「関西発」。

ゆうどき時代
- 2014年4月4日 - 2015年3月6日（左側に「ゆう」、右側に「どき」）
  - カラーリング：ゆうどき